# Дике поле (фільм, 2018)
«Дике поле» — копродукційний українсько-нідерландсько-швейцарський фільм, екранізація роману «Ворошиловград» українського письменника Сергія Жадана. Стрічка є дебютною режисерською роботою Ярослава Лодигіна.
Фільм вийшов в обмежений український прокат 8 листопада 2018 року.

## Сюжет
Герман змушений повернутися у своє рідне містечко на Донбасі. Його старший брат зник, і тепер герою доведеться захистити сімейний бізнес — стару бензоколонку. Разом із нею — друзів дитинства й кохання у боротьбі проти тих, хто захоплює шматок за шматком землю, перетворюючи її на кукурудзяні поля та залізницю, котра нікуди не веде. 

### Першоджерело: роман «Ворошиловград»
Сюжет стрічки засновано на романі Сергія Жадана «Ворошиловград». Проте режисер Ярослав Лодигін та автор першоджерела Сергій Жадан домовилися ще до початку зйомок стрічки, що книгу та фільм слід розмежувати, оскільки це два різні види творів, і книгу «слід залишити позаду».

## У ролях
- Олег Москаленко — Герман
- Володимир Ямненко — Коча
- Олексій Горбунов — Пастор
- Руслана Хазіпова — Оля
- Євгенія Муц — Катя
- Георгій Поволоцький — Травма
- Ігор Портянко — Ніколай Ніколаєвіч
- Роман Халаїмов — Марлен
- Сергій Жадан — камео

## Виробництво

### Кошторис
Кошторис стрічки склав 31 млн грн (1,1 млн євро, 1,2 млн доларів США). У 2016 році проект фільму став переможцем дев'ятого пітчингу Держкіно, де фільм отримав 15,5 млн ₴ держбюджетних коштів. Згодом на пітчингу у Коттбусі (Coco Best Pitch Award та Coco Producers Network Award) фільм додатково отримав 1,5 тис. € . У березні 2018 року стало відомо, що у 2017 році фільм також зібрав 40 тисяч швейцарських франків (понад 1 мільйон ₴) на швейцарській краудфандинговій платформі «wemakeit.com». Також до фінансування фільму долучились компанії «Київстар», неназваний фонд та ТРК «Україна».

### Підготовка до фільмування
У лютому 2013 український режисер Ярослав Лодигін повідомив, що він, разом з письменником Сергієм Жаданом, розпочав підготовку до екранізації роману «Ворошиловград». Початково кошторис фільму мав скласти від 500 тис. до 1 млн гривень. Переговори з інвесторами велись в Україні та за кордоном .
Певний час існувала ідея створити за мотивами роману міні-серіал із 4—8 серій, дія якого розпочиналася б у 2014 році у підвалі СБУ, де слідчий намагався з'ясувати, чим займалися герої під час окупації міста. Втім, від цієї ідеї відмовились, оскільки виходила уже геть інша історія.

### Фільмування та постпродакшн
Фільмування розпочалися 31 липня 2017 у Старобільську — рідному місті Сергія Жадана, в якому й відбуваються події, описані в романі . Зйомки стрічки в Старобільську тривали трохи більше місяця, після чого продовжилися в Києві й закінчилися наприкінці вересня 2017 року.
Після закінчення фільмування почався монтаж стрічки який тривав до початку весни 2018 року. 4 вересня 2018 року виробники представили готову стрічку Держкіно.

### Мова фільму
Творці фільму зробили свідоме рішення включити у стрічку російську мову та максимально наближений до російської суржик. Українську мову у фільмі можна почути лише з уст кількох персонажів; левова частка героїв говорить або російською, або максимально наближеним до російської суржиком. «Дике поле» став другим повнометражним фільмом в історії українського кінематографу, після фільму Припутні (2017), де майже всі актори розмовляють суржиком. Знімати фільм суржиком вирішив режисер Ярослав Лодигін. За словами Лодигіна «більшість героїв буде говорити […] суржиком. Люди з вищою освітою говоритимуть чистою українською або чистою російською, але оскільки кількість таких героїв невелика, то більшість буде говорити суржиком.» Лодигін також зазначив що «сам Старобільськ [де відбуваються дії фільму] оточений україномовними селами, де зустрічається величезна кількість суржику.»
Після появи першого трейлера фільму, де більшість акторів розмовляли суржиком, наближеним до російської мови, в українському інформпросторі негативно відреагували на це, назвавши це проявом «[мовно]-шизофренічного тренду». Згодом журналісти видання «Телекритики» іронічно стверджували, що «наші співгромадяни […] люблять звинувачувати творців фільмів у насадженні „мовної шизофренії“, якщо в картині лунає суржик (особливо дісталося нещодавньому „Дикому полю“)».

### Саундтрек
Більшість музичних тем до фільму написав композитор та відомий піаніст Фіма Чупахін. Також у створенні музики до фільму взяв участь Олег Каданов, відомий за проектами «Оркестр Че» та «Мантри Керуака».
Пісні
- Захар Май — «Супчик»; — російською
- гурт «Альянс» — «На заре»; — російською
- гурт «Мантри Керуака» — «Будда»; — українською
- гурт «Брудні» — «Лишилася одна»; — українською
- гурт «ДахаБраха» — «Татарин-братко», «Козак»; — українською
- гурт «Жовте хворе людське обличчя» (екс-учасники «Оркестр Че») — «Бог серйозний чоловік». — українською
- гурт «Ricchi e Poveri» — «Piccolo Amore»; — італійською

Акустичні композиції (без слів)
- гурт «Acoustic Quartet» — «Хомяк»;

## Реліз

### Фестивальний реліз
Фільм брав участь у конкурсній програмі «First Feature Competition» міжнародного кінофестивалю «Темні ночі» в Таллінні, де фільм було вперше представлено 28 листопада 2018 року. Згодом 6 квітня 2019 року фільм також було представлено у конкурсній програмі «George Gund III Memorial Central and Eastern European Film Competition» на Клівлендському міжнародному кінофестивалі (англ. The Cleveland International Film Festival, CIFF)

### Кінотеатральний реліз
12 липня 2018 року команда презентувала перший офіційний трейлер фільму «Дике Поле».
Спочатку планувалося, що фільм вийде у широкий український прокат 11 жовтня 2018 року, але згодом прем'єру перенесли на 8 листопада. Офіційними партнерами фільму виступили компанії «Київстар», «Медіа Група Україна» / ТРК «Україна» та Держкіно.

### Реліз для домашнього відео та ТБ
20 червня 2019 року відбувся реліз фільму на українського платформі потокового відео «Sweet.tv»; на платформі «Sweet.tv» була представлена версія фільму лише з російськомовно-суржиковою оригінальною доріжкою.
Також творці відразу анонсували що після кінотеатральної прем'єри фільм було показано на телеканалі «Україна» . 2019 року фільм вперше було показано на ТБ на телеканалі ТРК Україна; для показу було створено повністю україномовний дубляж для реплік, в яких актори в оригіналі розмовляють російською.

## Відгуки кінокритиків
Фільм отримав переважно посередні відгуки від українських кінокритиків, і як зазначив кінокритик Ярослав Підгора-Гвяздовський «Дике поле» виявилося просто посереднім фільмом «не відкриттям, але й не провалом». У своєму огляду на фільм Діана Куришко з BBC News Україна зазначила, що після прем'єри «„Дике поле“ зібрало суперечливі відгуки і глядачів, і кінокритиків.» Одним з основним недоліком кінокритики назвали переважно-російськомовність стрічки: так кінокритики видання «Читомо» Анатолій та Катерина Пітики засудили «елементи надлишкового реалізму» у фільмів та назвали значним недоліком, те що переважна кількість діалогів у стрічці — російськомовні.
Незважаючи на те, що переважна більшість українських кінокритиків розцінили «Дике поле» як посередній фільм, певна кількість кінокритиків мали кардинально протилежну думку про фільм та дуже схвально відгукнулися про неї. Ті кінокритики, які позитивніше відгукнулися про стрічку, однією з найбільших чеснот фільму назвали дуже якісну операторську роботу Сергія Михальчука та колоритне зображення життя Донбасу.

## Нагороди та номінації
| Список нагород та номінацій | Список нагород та номінацій | Список нагород та номінацій                                            | Список нагород та номінацій                     | Список нагород та номінацій | Список нагород та номінацій |
| Кінофестиваль/Кінопремія    | Рік                         | Категорія                                                              | Номінант(и)                                     | Результат                   | Дж                          |
| --------------------------- | --------------------------- | ---------------------------------------------------------------------- | ----------------------------------------------- | --------------------------- | --------------------------- |
| PÖFF                        | 28.11.2018                  | First Feature Competition                                              | Дике поле                                       | Номінація                   | [ 29 ]                      |
| Премія «Золота дзиґа»       | 19.04.2019                  | Найкращий фільм                                                        | Дике поле                                       | Номінація                   | [ 51 ]                      |
| Премія «Золота дзиґа»       | 19.04.2019                  | Найкращий режисер (премія імені Юрія Іллєнка)                          | Ярослав Лодигін                                 | Номінація                   | [ 51 ]                      |
| Премія «Золота дзиґа»       | 19.04.2019                  | Найкращий актор у головній ролі                                        | Олег Москаленко                                 | Перемога                    | [ 51 ]                      |
| Премія «Золота дзиґа»       | 19.04.2019                  | Найкраща акторка у головній ролі                                       | Руслана Хазіпова                                | Номінація                   | [ 51 ]                      |
| Премія «Золота дзиґа»       | 19.04.2019                  | Найкращий актор другого плану                                          | Володимир Ямненко                               | Перемога                    | [ 51 ]                      |
| Премія «Золота дзиґа»       | 19.04.2019                  | Найкращий оператор-постановник                                         | Сергій Михальчук                                | Перемога                    | [ 51 ]                      |
| Премія «Золота дзиґа»       | 19.04.2019                  | Найкращий художник-постановник                                         | Владлен Одуденко                                | Перемога                    | [ 51 ]                      |
| Премія «Золота дзиґа»       | 19.04.2019                  | Найкращий сценарист                                                    | Ярослав Лодигін, Сергій Жадан, Наталія Ворожбит | Номінація                   | [ 51 ]                      |
| Премія «Золота дзиґа»       | 19.04.2019                  | Найкращий монтаж                                                       | Олександр Чорний                                | Номінація                   | [ 51 ]                      |
| Премія «Золота дзиґа»       | 19.04.2019                  | Найкращий композитор                                                   | Юхим Чупакін                                    | Номінація                   | [ 51 ]                      |
| Премія «Золота дзиґа»       | 19.04.2019                  | Найкращий звукорежисер                                                 | Сергій Степанський                              | Перемога                    | [ 51 ]                      |
| Премія «Золота дзиґа»       | 19.04.2019                  | Премія глядацьких симпатій                                             | Дике поле                                       | Номінація                   | [ 51 ]                      |
| CIFF                        | 06.04.2019                  | George Gund III Memorial Central and Eastern European Film Competition | Дике поле                                       | Номінація                   | [ 31 ]                      |